# کارکس پلولیفرا
کارکس پلولیفرا (نام علمی: Carex pilulifera) نام یک گونه از سرده جگن است.